# Nannup
Nannup is een plaats in de regio South West in West-Australië. Het ligt langs de Blackwood, 280 kilometer ten zuiden van Perth, 71 kilometer ten noordnoordwesten van Pemberton en 45 kilometer ten westen van Bridgetown. In 2021 telde het dorp 959 inwoners.

## Geschiedenis
De Wardandi en Bibbulmumn Nyungah Aborigines waren de oorspronkelijke inwoners van de streek. Het huidige Nannup was een ontmoetingsplaats voor deze twee aboriginesgroepen.
De eerste Europeaan die de streek verkende was Thomas Turner in 1834, vanuit Augusta. Hij volgde de rivier Blackwood stroomopwaarts op zoek naar geschikte weidegrond. In de jaren 1850 vestigden de eerste kolonisten zich in de streek die Lower Blackwood genoemd werd. Tegen de jaren 1860 waren er reeds grote stukken grondgebied ingepalmd voor de veeteelt en zuivelindustrie. Eind jaren 1860 werd een brug over de Blackwood gebouwd. Er werd een politiekantoor gevestigd nabij de brug. In 1885 vroeg George Layman, het parlementslid voor het district, om er grond te voorzien voor een dorp, wat geschiedde.
Pas in 1889 vroegen lokale kolonisten ook effectief om er kavels op te meten. 'Commissaris van het kroonland' John Forrest liet dat onmiddellijk doen en in januari 1890 werd het dorp Nannup officieel gesticht. Forrest stelde de naam Nannup voor, omdat "het de enige gekende aboriginesnaam uit de omgeving was". Het dorp werd vernoemd naar Nannup Brook, een beek die er in de Blackwood uitmondt. De naam werd voor het eerst opgetekend door landmeters in de jaren 1860. Het aborigineswoord zou "stopplaats" of "plaats van papegaaien" betekenen.
In 1903 werd een gemeentehuis ('Town Hall') gebouwd en in 1905 een basisschool. In 1909 werd de Nannup Branch Railway tussen Jarrahwood en Nannup geopend. De spoorweg verzekerde het voortbestaan van de houtindustrie en verbeterde de post- en medische dienstverlening. Perth lag nog maar een dagreis van Nannup vandaan. De spoorweg zou nog tot 1984 in dienst blijven.
In 1945, 1946, 1947, 1949 en 1982 overstroomde de Blackwood in Nannup. In 2017 overstroomde de Blackwood net niet.

## Beschrijving
Nannup is het administratieve en dienstencentrum van het lokale bestuursgebied Shire of Nannup.
De hout- en landbouwindustrie zijn nog steeds de belangrijkste economische sectoren. In de 21e eeuw is er ook een verbreding naar toerisme.

### Toerisme
- De Heritage Trail is een wandeling langs de historische gebouwen van Nannup.[2]
- Het St John Brook Conservation Park is een park met twee waterpoelen, Workmans Pool en Barrabup Pool, waar men kan zwemmen en kamperen.[11]
- De Tank 7 Lookout biedt een panoramisch uitzicht over Nannup en omstreken.[12]
- De Timberline Trail is een tweeëntwintig kilometer lang wandelpad over de oude spoorwegbedding van de Nannup Branch Railway.[13]
- De Karri Gully Walk Trail is een wandelpad dat deel uitmaakt van het duizend kilometer lange bibbulmunwandelpad.[13]
- De Sidings Trail is een wandelpad van Barrabup Pool tot Jarrahwood dat onderdeel is van de Munda Biddi Trail.[13]
- De River Walk Trail is een wandelpad langs de rivier Blackwood.[13]
- In Kondil Wildflower Park liggen drie korte bewegwijzerde wandelpaden: Woody Pear Walk, Sheoak Walk en Wildflower Wander.[13]
- Donnelly River Village is een historisch en vakantiedorpje nabij Nannup.[14]

## Transport
Nannup ligt op het kruispunt van de Vasse Highway en de Brockman Highway. De SW1-busdienst van Transwa doet Nannup enkele keren per week aan.

## Klimaat
Nannup kent een gematigd mediterraan klimaat, Csb volgens de klimaatclassificatie van Köppen. De gemiddelde jaarlijkse temperatuur bedraagt 15,8 °C en de gemiddelde jaarlijkse neerslag 923 mm.

## Trivia
- De Nannup Tiger is een lokale legende. De sinds 1936 officieel uitgestorven buidelwolf zou nog steeds sporadisch worden waargenomen rond Nannup.[2] De legende wordt gevierd met een houten monument.[17]
- In januari 2019 werd de - naar eigen zeggen - grootste houten klok ter wereld tentoongesteld in een speciaal daartoe gebouwde toren in Nannups hoofdstraat.[18] Onenigheid tussen de eigenaar van de klok en de eigenaar van het gebouw maakten enkele maanden later reeds een einde aan het project.[19]
- De film Drift uit 2013 werd deels opgenomen in Nannup.[20]
- De eerste in de vietnamoorlog gesneuvelde Australische soldaat, Marinko "Tich" Tomas, werd geboren in Nannup. Hij kreeg er een standbeeld in 1988.[21]